# 1351

## Esdeveniments
- Comença la construcció de la catedral de Gloucester

## Naixements
- Joan Galeàs Visconti, governador milanès.
- 1 de novembre: Leopold III, duc d'Àustria
- Ladislau II Jagelló, Gran duc de Lituània.
- Joana de França (filla de Felip VI).

## Necrològiques
- 20 de març: Muhàmmad Xah II Tughluk, soldà de Delhi.
- 24 de maig: Abu-l-Hàssan Alí, desè sobirà de la dinastia marínida de Fes.